# 조르주 게타리

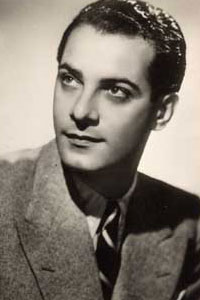

조르주 게타리(Georges Guétary, 1915년 2월 8일 ~ 1997년 9월 13일, 본명: Lambros Vorloou)는 오페레타 분야에서의 남성가수이다. 이집트의 알렉산드리아에서 태어났으며, 양친은 그리스계(系)이다. 본명은 랑브로스 워룰른이다. 20세 때 파리로 가서 상업학교에 들어갔다. 숙부가 피아니스트 타소 야노폴로였기 때문에 그의 소개로 니농 팔랑에게 성악을 배운 뒤, 조 비용 악단의 전속가수를 거쳐 레뷰에 출연, 성공을 거두었다.
1951년 뮤지컬 파리의 미국인에서 주된 역할을 한 것으로 잘 알려져 있다.